# Elecciones federales de Australia de 2016
Nota: El Senado no influye en la elección del gobierno. Para los resultados de las elecciones al Senado véase las tablas de abajo.
Las elecciones federales para elegir los miembros del 45° Parlamento de Australia tuvieron lugar el 2 de julio de 2016. Fue la primera doble disolución desde las elecciones de 1987.
Las elecciones en Australia utilizan un sistema completo preferente donde los asientos se obtienen por medio de "un voto, un valor" para cada miembro de la Cámara de 150 Representantes (cámara baja) y cambiando desde grupo completo preferencial a un sistema de "voto único transferible opcional-preferencial" para la representación proporcional en el Senado de 76 miembros (cámara alta). El voto es obligatorio, por convención del sistema Westminster, pero sujeto a las limitaciones constitucionales. La decisión sobre el tipo de elección y su fecha es para el Primer Ministro, que asesora al Gobernador General para establecer el proceso en marcha disolviendo las cámaras alta y baja y la emisión de órdenes judiciales para la elección.
Aunque los resultados de las elecciones federales se llaman tradicionalmente por los comentaristas políticos en la noche electoral, incluso durante el día siguiente, el resultado no podía predecirse, con muchos escaños en duda. Después de una semana de conteo de votos, todavía ninguna de los partidos había ganado suficientes asientos en la cámara de 150 asientos de Representantes para formar un gobierno de mayoría.
Turnbull afirmó en repetidas ocasiones antes de la elección de que un voto por los Laboristas, Verdes o candidatos independientes era un voto para la "Alianza Laborista / Verde / Independiente", y también se negó a soportar un parlamento sin mayoría. Durante las negociaciones de grupos mixtos, Turnbull comprometió personal y recursos adicionales para los grupos, y afirmó "Es mi compromiso de trabajar en todo lo posible para asegurar que todos losgrupos mixtos tengan acceso a toda la información que necesiten y todos los recursos que necesiten para poder desempeñar el papel que necesitan en este parlamento". El 10 de julio, ocho días después de que las elecciones se llevaran a cabo y durante los procesos de negociación que Turnbull realizaba con los distintos grupos donde se aseguró la suficiente confianza y sus apoyos, Shorten reconoció la derrota, reconociendo que la Coalición tenía suficientes escaños para formar ya sea una minoría o mayoría de gobierno. Turnbull se adjudicó la victoria más tarde ese día.
Siendo los resultados más estrechos en una elección federal local desde las elecciones de 1961, el ABC declaró el 11 de julio que la gobernante Coalición podría formar un gobierno de mayoría por un asiento (76 escaños).

## Línea de Eventos antes de las elecciones
- 9 de mayo - El Goberandor General produce una doble disolución y convoca a elecciones. El gobierno entra en el "modo de cuidador" (No se pueden generar nuevas iniciativas políticas hasta después de la elección).[1]
- 11 de mayo - El Partido Laborista anuncia que va retirar el apoyo a su candidato de Fremantle, Chris Brown, después de que revelara que él no dio a conocer dos convicciones que datan de la década de 1980.[2]
- 13 de mayo - El primer foro televisado donde compiten Turnbull y Shorten se realiza en el suburbio de Sídney de South Windsor.[3]
- 17 de mayo
  - El Ministro de Inmigración Peter Dutton hace comentarios polémicos sobre los refugiados durante una entrevista en Sky News, afirmando que "muchos de éllos... no serán capaces de calcular o leer y escribir en su propio idioma y mucho menos en inglés", que "estarían tomándose los empleos de los australianos", y que "languidecerían en las filas de desempleados y en los seguros médicos del estado".[4]
  - El parlamentario laborista para la División de Batman, David Feeney, admite que no había declarado su condición de propietario de una casa de $ 2.3 millones en Northcote, y que la casa fue negativamente orientada en su estudio (un esquema que el Partido Laborista había prometido rebobinar si es electa).
- 19 de mayo
  - El candidato laborista para Moore, David Leith se desploma en la opinión pública después de unos mensajes en los medios sociales desde 2015 se revelaron en las que llamó a los centros de detención de inmigrantes de Australia "gulags".[5]
  - La Policía Federal de Australia lleva a cabo redadas en las oficinas del senador laborista de Melbourne Stephen Conroy y la casa de un asesor laborista, por la presunta filtración de documentos relativos a la situación de la Red Nacional de Banda Ancha.[6]
- 20 de mayo
  - La Tesorería y el Departamento de Finanzas publican el Panorama Económico y Fiscal Preelectoral (PEFO).[7]
  - El candidato liberal para Fremantle, Sherry Sufi, se retira de la nominación tras una polémica por sus comentarios anteriores sobre el matrimonio igualitario y el reconocimiento constitucional de los indígenas, así como un video donde él se burla del representante de WA Michael Sutherland.[8]
- 24 de mayo
  - El Tesorero Scott Morrison y el ministro de Finanzas Mathias Cormann hicieron una rueda de prensa en la que anuncian que su cálculo de costos de las políticas del Partido Laborista han puesto de manifiesto un "agujero negro" de $ 67 mil millones. Al ser interrogado en los medios de comunicación, Morrison responde que si bien se habían hecho algunos supuestos para llegar a la cifra, depende del partido en aclarar sus políticas. La oposición respondió, llamando al anuncio una "campaña de terror ridícula" que estaba "plagado de una letanía de errores".[9]
  - La senadora laborista Nova Peris anuncia que no va a la nominación de su puesto del Territorio del Norte en el Senado para esta elección.[10]
- 25 de mayo
  - La candidata liberal a Whitlam, la Dra. Carolyn Currie, se retira de la nominación citando la falta de apoyo de la ramificación y de líderes fraccionales del partido.[11]
  - Un debate de líderes regionales entre el líder nacionalista y vice primer ministro Barnaby Joyce, el parlamentario laborista Joel Fitzgibbon, y el líder de los Verdes Richard Di Natale se lleva a cabo en Goulburn, Nueva Gales del Sur. Durante el debate, Joyce hace comentarios al parecer vinculados a la prohibición de la exportación de ganado vivo a Indonesia con un aumento en los asilos de barcos solicitantes bajo el gobierno de Gillard.[12]
- 29 de mayo - Un segundo debate entre los líderes Malcolm Turnbull y Bill Shorten se llevó a cabo en el Club Nacional de Prensa en Canberra.
- 9 de junio - Se cierra la postulación de candidatos.
- 11 de junio - El candidato liberal a Calwell, John Hsu, renuncia a su candidatura. Los días para la postulación de candidatos ya habían llegado a su límite y como resultado, los liberales se quedaron sin candidato para ese escaño. Sin embargo, el nombre de Hsu sigue estando en la papeleta de voto y continúa compitiendo pero como independiente.[13]
- 14 de junio - Se abren las encuestra pre-electorales.
- 17 de junio - Se realiza un tercer y último debate entre los líderes Malcolm Turnbull y Bill Shorten.
- 19 de junio - Lanzamiento oficial de la campaña del Partido Laborista.
- 20 de junio - El candidato laborista para Farrer, Christian Kunde, renuncia a su candidatura.
- 2 de julio - El pueblo Australiano elige al nuevo parlamento.

## Encuestas electorales

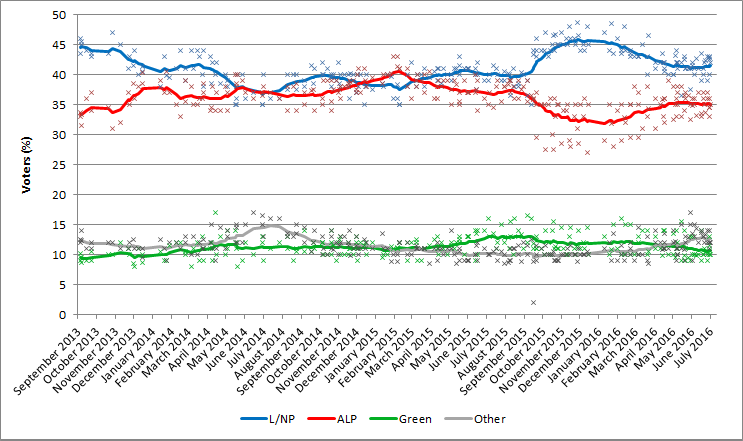
Sondeos del voto a primera vuelta en la Cámara de Representantes.

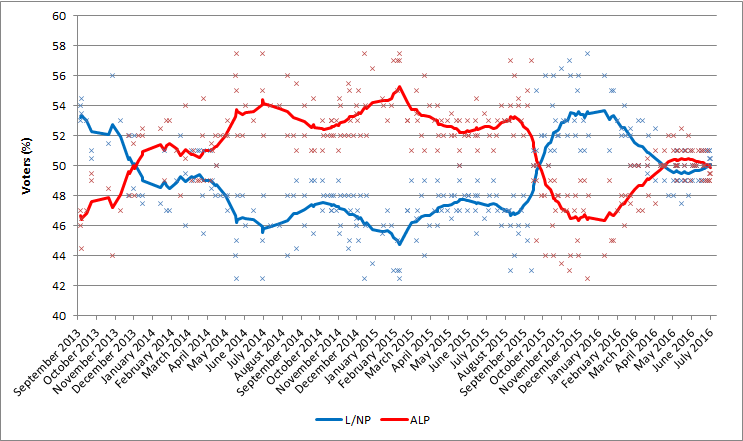
Sondeos del voto para la segunda vuelta instantánea en la Cámara de Representantes.

## Resultados

### Cámara de Representantes
| Partido                                | Partido                       | Líder del partido | Votos      | Votos   | Votos  | Escaños | Escaños | Escaños |
| Partido                                | Partido                       | Líder del partido |            | %       | +/− %  |         | %       | +/−     |
| -------------------------------------- | ----------------------------- | ----------------- | ---------- | ------- | ------ | ------- | ------- | ------- |
|                                        | Coalición Liberal-Nacional    | Malcolm Turnbull  | 5 693 605  | 42.05%  | -3.5%  | 76      | 50.67%  | -14     |
|                                        | Partido Laborista Australiano | Bill Shorten      | 4 702 296  | 34.73%  | +1.35% | 69      | 46.00%  | +14     |
|                                        | Verdes Australianos           | Richard Di Natale | 1 385 650  | 10.23%  | +1.58% | 1       | 0.67%   | =       |
|                                        | Equipo de Nick Xenophon       | Nick Xenophon     | 250 333    | 1.85%   | Nuevo  | 1       | 0.67%   | +1      |
|                                        | Partido Australiano de Katter | Bob Katter        | 72 879     | 0.54%   | -0.50% | 1       | 0.67%   | =       |
|                                        | Independientes                | -                 | 380 712    | 2.81%   | +1.44% | 2       | 1.32%   | =       |
|                                        | Otros partidos                | -                 | 1 055 626  | 7.79%   | -      | 0       | 0.0%    | =       |
| Votantes                               | Votantes                      | Votantes          | 13 541 101 | 100.00% |        | 150     | 100.0%  |         |
| Participación                          | Participación                 | Participación     | 91.0%      |         |        |         |         |         |
| Fuente: Australian Electoral Comission |                               |                   |            |         |        |         |         |         |

### Senado
| Partido                     | Partido                                | Votos         | Votos   | Votos  | Escaños | Escaños | Escaños |
| Partido                     | Partido                                |               | %       | +/− %  |         | %       | +/−     |
| --------------------------- | -------------------------------------- | ------------- | ------- | ------ | ------- | ------- | ------- |
|                             | Coalición Liberal-Nacional             | 4 868 246     | 35.72%  | -1.98% | 30      | 39.47%  | -3      |
|                             | Partido Laborista Australiano          | 4 123 084     | 29.98%  | +0.35% | 26      | 34.21%  | +1      |
|                             | Verdes Australianos                    | 1 197 657     | 8.33%   | -0.90% | 9       | 11.84%  | -1      |
|                             | Una Nación de Pauline Hanson           | 593 013       | 4.27%   | +3.74% | 4       | 5.26%   | +4      |
|                             | Equipo de Nick Xenophon                | 456 369       | 3.21%   | +1.28% | 3       | 3.95%   | +2      |
|                             | Partido Liberal Democrático            | 298 915       | 2.05%   | -1.70% | 1       | 1.32%   | =       |
|                             | Partido de la Justicia de Derryn Hinch | 266 607       | 1.89%   | Nuevo  | 1       | 1.32%   | +1      |
|                             | Partido Familia Primero                | 191 112       | 1.35%   | +0.23% | 1       | 1.32%   | =       |
|                             | Red de Jacqui Lambie                   | 69 074        | 0.51%   | Nuevo  | 1       | 1.32%   | +1      |
|                             | Otros partidos e independientes        | 1 597 130     | 12.73%  | -      | 0       | 0.0%    | =       |
| Votantes                    | Votantes                               | 13 661 207    | 100.00% |        | 76      | 100.0%  |         |
| Participación               | Participación                          | Participación | 91.9%   |        |         |         |         |
| Fuente: ABC Australia Votes |                                        |               |         |        |         |         |         |

### Resultados por provincias y territorios
| Partido                     | Partido           | Votos     | Votos  | Escaños | Escaños |
| Partido                     | Partido           |           | %      |         | %       |
| --------------------------- | ----------------- | --------- | ------ | ------- | ------- |
|                             | Partido Laborista | 1 611 549 | 36.9%  | 24      | 51.1%   |
|                             | Partido Liberal   | 1 426 424 | 32.7%  | 16      | 34.0%   |
|                             | Partido Nacional  | 420 881   | 9.6%   | 7       | 14.9%   |
|                             | Otros             | 905 466   | 20.8%  | 0       | 0.0%    |
| Votantes                    | Votantes          | 4 364 320 | 100.0% | 47      | 100.0%  |
| Particicipación             | Particicipación   | 91.4%     |        |         |         |
| Fuente: AEC New South Wales |                   |           |        |         |         |

| Partido                | Partido                  | Votos     | Votos  | Escaños | Escaños |
| Partido                | Partido                  |           | %      |         | %       |
| ---------------------- | ------------------------ | --------- | ------ | ------- | ------- |
|                        | Partido Liberal Nacional | 1 153 736 | 43.2%  | 21      | 70.0%   |
|                        | Partido Laborista        | 825 627   | 30.9%  | 8       | 26.7%   |
|                        | Partido Australiano      | 72 879    | 2.7%   | 1       | 3.3%    |
|                        | Otros                    | 618 987   | 23.2%  | 0       | 0.0%    |
| Votantes               | Votantes                 | 2 671 229 | 100.0% | 30      | 100.0%  |
| Particicipación        | Particicipación          | 91.13%    |        |         |         |
| Fuente: AEC Queensland |                          |           |        |         |         |

| Partido                     | Partido                 | Votos     | Votos  | Escaños | Escaños |
| Partido                     | Partido                 |           | %      |         | %       |
| --------------------------- | ----------------------- | --------- | ------ | ------- | ------- |
|                             | Partido Laborista       | 328 314   | 31.6%  | 6       | 54.5%   |
|                             | Partido Liberal         | 365 155   | 35.1%  | 4       | 36.4%   |
|                             | Equipo de Nick Xenophon | 221 210   | 21.3%  | 1       | 9.1%    |
|                             | Otros                   | 126 057   | 12.0%  | 0       | 0.0%    |
| Votantes                    | Votantes                | 1 040 736 | 100.0% | 11      | 100.0%  |
| Particicipación             | Particicipación         | 91.81%    |        |         |         |
| Fuente: AEC South Australia |                         |           |        |         |         |

| Partido                                  | Partido           | Votos   | Votos  | Escaños | Escaños |
| Partido                                  | Partido           |         | %      |         | %       |
| ---------------------------------------- | ----------------- | ------- | ------ | ------- | ------- |
|                                          | Partido Laborista | 111 887 | 44.3%  | 2       | 100.0%  |
|                                          | Partido Liberal   | 87 346  | 34.6%  | 0       | 0.0%    |
|                                          | Otros             | 54 509  | 21.1%  | 0       | 0.0%    |
| Votantes                                 | Votantes          | 252 742 | 100.0% | 2       | 100.0%  |
| Particicipación                          | Particicipación   | 92.13%  |        |         |         |
| Fuente: AEC Australian Capital Territory |                   |         |        |         |         |

| Partido              | Partido           | Votos     | Votos  | Escaños | Escaños |
| Partido              | Partido           |           | %      |         | %       |
| -------------------- | ----------------- | --------- | ------ | ------- | ------- |
|                      | Partido Laborista | 1 224 051 | 35.6%  | 18      | 48.7%   |
|                      | Partido Liberal   | 1 273 419 | 37.0%  | 14      | 37.8%   |
|                      | Partido Nacional  | 163 514   | 4.8%   | 3       | 8.1%    |
|                      | Verdes            | 451 700   | 13.1%  | 1       | 2.7%    |
|                      | Independientes    | 93 610    | 2.7%   | 1       | 2.7%    |
|                      | Otros             | 234 360   | 6.8%   | 0       | 0.0%    |
| Votantes             | Votantes          | 3 440 654 | 100.0% | 37      | 100.0%  |
| Particicipación      | Particicipación   | 91.15%    |        |         |         |
| Fuente: AEC Victoria |                   |           |        |         |         |

| Partido                       | Partido           | Votos     | Votos  | Escaños | Escaños |
| Partido                       | Partido           |           | %      |         | %       |
| ----------------------------- | ----------------- | --------- | ------ | ------- | ------- |
|                               | Partido Liberal   | 611 605   | 45.7%  | 11      | 68.8%   |
|                               | Partido Laborista | 434 318   | 32.5%  | 5       | 31.2%   |
|                               | Otros             | 292 414   | 21.8%  | 0       | 0.0%    |
| Votantes                      | Votantes          | 1 338 337 | 100.0% | 16      | 100.0%  |
| Particicipación               | Particicipación   | 88.31%    |        |         |         |
| Fuente: AEC Western Australia |                   |           |        |         |         |

| Partido              | Partido           | Votos   | Votos  | Escaños | Escaños |
| Partido              | Partido           |         | %      |         | %       |
| -------------------- | ----------------- | ------- | ------ | ------- | ------- |
|                      | Partido Laborista | 127 186 | 37.9%  | 4       | 80.0%   |
|                      | Partido Liberal   | 118 956 | 35.4%  | 0       | 0.0%    |
|                      | Independientes    | 29 372  | 8.8%   | 1       | 20.0%   |
|                      | Otros             | 60 109  | 17.9%  | 0       | 0.0%    |
| Votantes             | Votantes          | 335 623 | 100.0% | 5       | 100.0%  |
| Particicipación      | Particicipación   | 93.57%  |        |         |         |
| Fuente: AEC Tasmania |                   |         |        |         |         |

| Partido                        | Partido               | Votos  | Votos  | Escaños | Escaños |
| Partido                        | Partido               |        | %      |         | %       |
| ------------------------------ | --------------------- | ------ | ------ | ------- | ------- |
|                                | Partido Laborista     | 39 364 | 40.4%  | 2       | 100.0%  |
|                                | Partido Liberal Rural | 32 409 | 33.3%  | 0       | 0.0%    |
|                                | Otros                 | 25 687 | 26.3%  | 0       | 0.0%    |
| Votantes                       | Votantes              | 97 460 | 100.0% | 2       | 100.0%  |
| Particicipación                | Particicipación       | 79.08% |        |         |         |
| Fuente: AEC Northern Territory |                       |        |        |         |         |